# 成瀬るな
成瀬 るな（なるせ るな、1985年7月25日 - ）は、日本の元AV女優。
東京都出身。血液型:B型。身長:155cm。スリーサイズ:B85(C)・W59・H87。

## 略歴
2006年9月に『新人初脱ぎデビュー 成瀬るな』でAVデビュー。
2007年に引退。

## 出演作品

### アダルトビデオ
- 新人初脱ぎデビュー　（2006年9月22日、レアル・ワークス）
- レアル　（2006年10月22日、レアルワークス）
- 超デジモ コスプレSpecial　（2006年11月17日、レアルワークス）
- エクスタシー　（2006年12月22日、エクスタシー）
- NG解禁にチャレンジ!　（2007年1月19日、レアルワークス）
- エクスタシー 2　（2007年2月16日、エクスタシー）
- 成瀬るな BEST 4時間　（2007年3月16日、レアルワークス）…総集編
- 奴隷島 第九章 恋人のいる風景…　（2007年5月7日、アタッカーズ）…共演:小泉彩、さくらりこ、藍山みなみ、MAYA
- 監禁薬漬け 淫乱奴隷の強制快楽 2　（2007年7月7日、アタッカーズ）
- 黒辱<黒人レイプ> 〜キャリアOLの海外輪姦コネクション〜　（2007年12月7日、アタッカーズ）